# Золотопотіцький район
Золотопотіцький район — адміністративно-територіальна одиниця у складі Тернопільської області в 1940-1962 рр. Адміністративний центр — смт. Золотий Потік.

## Історія
Від 17 січня 1940 року Золотопотіцький район увійшов до складу Тернопільської області (утвореної Постановою Президії Верховної Ради УРСР від 27 листопада 1939 року). Утворений район із гмін Золотий Потік I, Золотий Потік II, Язловець I, Язловець II і Зубрець Бучацького повіту.
Станом на 23 липня 1945 — у районі працює 3 спиртзаводи, 31 школа, райклуб, 10 сільських клубів, лікарні. Існують земельні громади.
У травні 1946 в районі почався збір коштів на купівлю облігацій Державної позики відбудови й розвитку народного господарства. Почали відбудовувати міст через р. Стрипу.
Станом на червень 1946 року вже у 22 сільрадах повністю закінчили роботу по встановленню телефонних стовпів, телефонізовано шість сільських рад. Начальником райконтори міністерства зв'язку був Літвіненко. У районі працювало 14 сільських клубів, 9 хат-читалень, 4 сільські бібліотеки, районний клуб і бібліотека, а також радіовузол на 42 точки. По району відремонтовано 5 090 метрів шосейних доріг, 14 598 метрів ґрунтових доріг. За ініціативою селян села Новосілки розпочато будівництво нової шосейної дороги Новосілка-Кадуби. 20 серпня школи району завершили навчальний рік.
За період від січня 1945 до вересня 1946 року змінилося близько 90 % лише одних голів сільрад.
У жовтні 1946 відбулася районна комсомольська конференція, в якій взяло участь 56 делегатів від 23 первинних комсомольських організацій.
Під час Другої світової війни в Золотопотіцькому районі нацисти розстріляли 170 осіб, вивезли на примусові роботи до Німеччини 550 хлопців та дівчат, майже повністю знищили єврейське населення (близько 1000 осіб).
Районна влада та інші установи деякий час розташовувалися в замкових приміщеннях.
У районі виходили газети «Вперед» (1945—1962, орган Золотопотіцького РК КП (б) і районної ради депутатів трудящих) та «Колективні лани» (орган політвідділу Золотопотіцької МТС).
Після ліквідації району в грудні 1962 року його населені пункти відійшли до Бучацького району.

## Керівники району[2]
- 1945 — голова райради депутатів трудящих — Петренко, секретар — Білявцев, секретар РК КП(б)У — Т. Козуб;
- 1946 — голова райради депутатів трудящих — Д. Чубей, секретар РК КП(б) У — Т. Козуб, секретар РК ЛКСМ — Ф. Микульський;

## Адміністративний поділ
У 1940—1962 роках існували такі сільські ради:
- Берем'янська сільська рада
  - Берем'яни
- Броварська сільська рада
  - Броварі
- Возилівська сільська рада
  - Возилів
- Губинська сільська рада
  - Губин
- Дулібська сільська рада
  - Дуліби
- Жнібородська сільська рада
  - Жнібороди
- Золото-Потікська селищна рада
  - Золотий Потік
- Зубрецька сільська рада
  - Зубрець
- Кадубівська сільська рада
  - Кадуби
- Космирінська сільська рада
  - Космирін
- Костільницькасільська рада
  - Костільники
- Ліщенецька сільська рада
  - Ліщенці
- Малозаліщицька сільська рада
  - Малі Заліщики
- Миколаївська сільська рада
  - Миколаївка
- Новосільська сільська рада
  - Новосілка
- Передмістянська сільська рада
  - Передмістя
- Пожежівська сільська рада
  - Пожежа
- Порхівська сільська рада
  - Порхова
- Русилівська сільська рада
  - Русилів
- Скомороська сільська рада
  - Скоморохи
- Сновидівська сільська рада
  - Сновидів
- Сокілецька сільська рада
  - Сокілець
- Соколівська сільська рада
  - Соколів
- Стінківська сільська рада
  - Стінка
- Язлівецька сільська рада
  - Язловець